# Xã Vallers, Quận Lyon, Minnesota
Xã Vallers (tiếng Anh: Vallers Township) là một xã thuộc quận Lyon, tiểu bang Minnesota, Hoa Kỳ. Năm 2010, dân số của xã này là 214 người.